# Ingolstadt in Unterfranken
Ingolstadt in Unterfranken (offizieller Name Ingolstadt i.UFr.) ist ein Gemeindeteil des Marktes Giebelstadt im unterfränkischen Landkreis Würzburg in Bayern.

## Lage
Das Pfarrdorf liegt etwa zwei Kilometer nordwestlich von Giebelstadt und 15 Kilometer südlich von Würzburg auf weitgehend ebener Flur. Der Katzenbach, ein Quellbach des Wittigbaches, entspringt am nordwestlichen Ortsrand und durchfließt teilweise verrohrt den Ort. Die Kreisstraßen WÜ 13 und WÜ 33 kreuzen sich in Ingolstadt.

## Geschichte
Der Ortsname leitet sich von dem fränkischen Personennamen Ingold ab.
Erstmals schriftlich erwähnt wurde Ingolstadt im 10. Jahrhundert anlässlich der Babenberger Fehde, als deren Ergebnis der Erzbischof von Mainz vom ostfränkischen König Ludwig IV. das Dorf als Geschenk bekam.
Während des Bauernkrieges spielte Ingolstadt im Sommer 1525 in der Regionalgeschichte Frankens eine Rolle. Nachdem die fränkischen Bauern die Festung Marienberg in Würzburg im Frühsommer 1525 vergeblich belagerten und ein Teil der Bauern am 2. Juni 1525 die Schlacht bei Königshofen gegen das Heer des Schwäbischen Bundes verlor, fand auf den Feldern zwischen Ingolstadt und Sulzdorf am 4. Juni die letzte Schlacht des Bauernkrieges in Franken statt. Mit der Niederlage der Bauern in dieser Schlacht endete der Aufstand des gemeinen Mannes, der fast den gesamten Süden und die Mitte Deutschlands erfasst hatte.
Mit dem Gemeindeedikt gehörte Ingolstadt ab 1804 als selbständige Gemeinde mit seinem Gemeindeteil Kauzenmühle zum Landgericht Würzburg jenseits des Mains. 1862 wurde es dem Bezirksamt und späteren Landkreis Ochsenfurt zugeteilt und kam 1972 nach dessen Auflösung wieder zum Landkreis Würzburg. Am 1. Mai 1978 wurde die Gemeinde nach Giebelstadt eingegliedert.

## Baudenkmäler

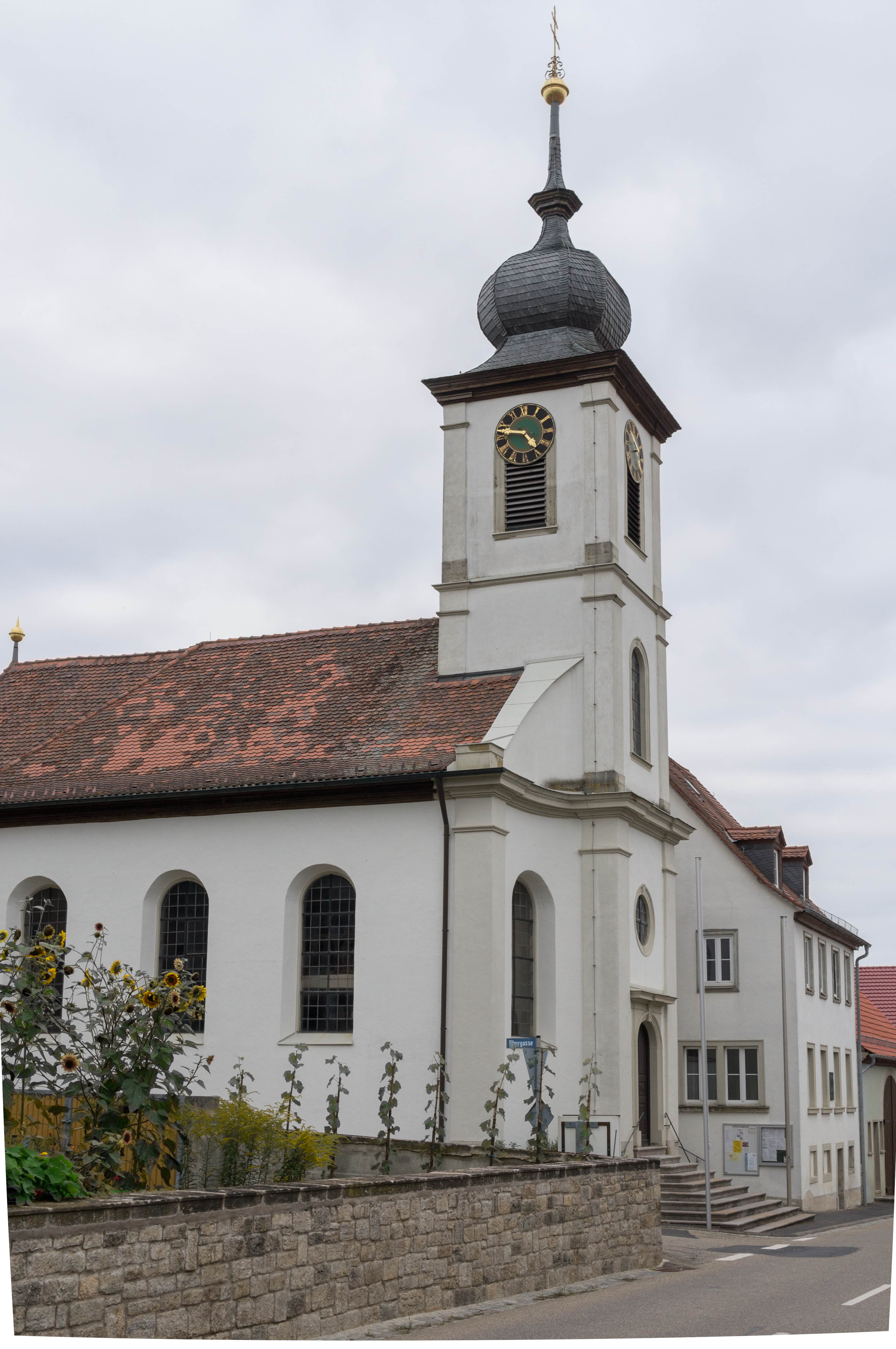
Kirche Unbefleckte Empfängnis Mariä

In der Liste der Baudenkmäler in Giebelstadt sind für Ingolstadt neun Baudenkmäler aufgeführt, darunter die 1751 bis 1753 von Balthasar Neumann errichtete römisch-katholische Pfarrkirche Unbefleckte Empfängnis Mariä.

## Bodendenkmäler
- Turmhügel Ingolstadt

## Persönlichkeiten
In Ingolstadt wurde der Pädagoge und Schriftsteller Ludwig Bauer (1832–1910) geboren.